# Château de Châtellenot
 (août 2023).
- Si vous ne connaissez pas le sujet, laissez ce bandeau (vous pouvez alors contacter les auteurs).
- Si vous supprimez le contenu mis en cause (vous pouvez préalablement contacter les auteurs),

argumentez précisément cette suppression dans la page de discussion
(un manque de référence n'est pas un argument ; une recherche réelle de référence doit avoir été effectuée, être formellement documentée).
Le château de Châtellenot est un château fort de France situé à Châtellenot, dans le département de la Côte-d'Or. Il est construit à l'emplacement d'un ancien camp romain. Il subsiste les vestiges d'un puissant château fort dont les parties fortifiées les plus anciennes datent des XII et XIIIe siècle, de même que l'abside en cul-de-four de l'église toute proche.
Un fossé sec taillé dans le roc qui entoure l'édifice a été comblé partiellement à la Révolution française. La tour principale, qui devait posséder au moins un niveau supplémentaire, conserve les vestiges d'un imposant pont-levis et une archère à doubles étriers. On y trouve un remarquable pigeonnier répertorié.
L'édifice a été remanié de nombreuses fois et il ne subsiste rien de l’imposant donjon qui se dressait au centre du corps du bâtiment principal. Une extension Napoléon III renforce le mélange de styles.
La propriété culmine à 600 m d'altitude et se situe au point de partage des eaux. Le tracé du canal de Bourgogne fut décidé depuis ses terrasses, qui offrent un magnifique panorama sur la vallée de l'Auxois. Ce vaste vaisseau de pierre de 55 m de long sur 35 m de large, bâti sur un éperon rocheux qui domine la vallée du canal de Bourgogne et est situé à 52 km de Dijon, à proximité de Pouilly-en-Auxois et de l’Autoroute A6.

## Historique
Le château date de 1100 environ (fortification mentionnée en 1090). Il est fait mention en 1140 de "Milo de Castellulo" dans les archives ecclésiastiques de l'Abbaye de Sainte-Marguerite, ce qui fait de son pont levis l'un des plus anciens de Côte-d'Or après celui de Châteauneuf-en-Auxois. Il est propriété ducale en 1196.
Le seigneur Guillaume de Chastellenot choisit en 1229 sa sépulture à l'abbaye de la Bussière, près de son père Guy de Chastellenot. Il est ensuite propriété d'Étienne de Mont-Saint-Jean, seigneur de Salmaise qui le vend à sa belle-sœur, Marguerite de Bourgogne, remariée au vicomte de Limoges. Le fief est lige de Guillaume, en 1266 qui le rachète pour 400£.
Il est fait mention de l'écuyer Jehan de Chasteullonnet (de Chastellenot) dans une compagnie de 24 écuyers et 4 chevaliers lors de la campagne d'Écosse de 1384 en compagnie du Comte de Montagu, seigneur de Marcilly, sous le commandement de Jean de Vienne, Amiral de France.
En 1314, Béatrice de Vaucelle est dame de Chatellenot. En 1317, Béatrice, veuve de Guillaume de Châtellenot, reconnait qu'Étienne de Mont-Saint-Jean pourra reprendre le château de Châtellenot "quand bon lui semblera".
Le château est doté de puissantes fortifications lors de la guerre de Cent Ans, notamment des fossés, tranchées et un haut donjon. Il n'en subsiste que quelques traces aujourd'hui.
En 1365, Guillaume de Remirey tient de Girard de la Tour, seigneur de Montbelet et de Mont-Saint-Jean « videlicet bellem castrum de Castellioneto jurabile et reddibile » et les justices. (haute moyenne et basse).
En 1770, le pont levis fonctionne toujours et le donjon, le plus ancien, est détruit "avec peine".  Les décombres serviront  à combler le fossé taillé dans le roc que l'on devine aujourd'hui.
Le château est reconstruit, de style moderne, sous la famille de la Loge (seigneur de Châtellenot) puis la famille Le Belin de Châtellenot (président du tribunal de commerce de Melun). Le vieux donjon assailli de nombreuses fois est démoli, (plusieurs découvertes archéologiques intéressantes, dont "des squelettes presque entiers dans des tombeaux, des fers d'arbalètes, du charbon et du grain brûlé, etc.) et les aménagements continuent jusqu'au début du XIIIe siècle puis la famille Gerin (militaires, imprimeur et inventeur, Dijon). On doit de grandes découvertes à Jacques Gérin : les ailes d'avion à géométrie variable, la roue de sécurité sur les automobiles, etc.
Lors de la Révolution française, le donjon et des éléments architecturaux remarquables furent dégradés ou détruits. Une partie des bâtiments servit de carrière pour le village et le cimetière. 
Il a été occupé de 1959 à 1982 par Jacques Gérin, ingénieur et inventeur dans les domaines de l'automobile et de l'aéronautique.
Ruiné, il vend le château en 1982 et décède en 1983, à 85 ans. 
Le château est racheté par une famille passionnée qui entreprend de le restaurer. Des travaux d'urgence sont menés et les toitures sont refaites à 60%. Le rempart Nord d'une hauteur de 10 mètres, effondré, est remonté, à la force des bras, pendant plusieurs semaines. Les souterrains (oubliettes), jugés trop dangereux, ont été murés à cette occasion.

## Architecture
Le château de Châtellenot a été construit sur un éperon rocheux au sommet du village de Châtellenot, d'abord la porte fortifiée et son pont levis puis un imposant donjon au XIVe siècle puis au XVe siècle. Des remaniements majeurs à la Révolution sont à signaler : le donjon a été abattu et le fossé sec taillé dans le roc partiellement comblé. Les vestiges d'un jardin à la française subsistent (pergola). Un puits taillé dans le roc à une profondeur de près de 60 m est remarquable. 
Situé sur la ligne de partage des eaux.
Une statue de la Vierge marie est déplacée des prés en contrebas jusqu'à l'esplanade du château pour la protéger, probablement au début du XIXe siècle.

## Colombier remarquable
Au château de Châtellenot, un pigeonnier remarquable a été construit dans la partie supérieure de la tour du XIVe siècle qui marquait l’entrée du château fort. Devant cette tour se trouvait une douve sèche taillée dans le roc que l’on pouvait franchir à l’aide d’un pont-levis. Quant à l’accès aux deux étages supérieurs de la tour, il reste mystérieux. Il se fait actuellement par les combles du bâtiment qui lui était accolé, puis par une échelle de menuisier qui conduisait à la trappe du pigeonnier, au troisième niveau de la tour. Ce sont les pigeons et les chouettes effraies qui cohabitent en ce lieu. Le passage sous la tour mesure cinq mètres de long. La toiture, refaite il y a quelques années, est supportée par une charpente laissant voir que le sommet de cette tour aurait été rabaissé de plusieurs niveaux : nous ne repérons ni épi de faîtage, ni corniche, ni bandeau. Le pigeonnier compte deux fenêtres d’envol, au Sud et à l’Est. Les boulins de l’angle Sud-Est sont en pierres plates et sont très anciens, tandis que les autres sont en poterie. Enfin, au Nord, une partie du mur est occupée par un conduit de cheminée.

## Point de vue
La propriété jouit de la plus belle vue de Côte-d'Or. Faisant face au château de Chateauneuf distant de 15 km, la vue s'ouvre à l'Est sur les combes de la Bussière-sur-Ouche (20 km), au nord sur les reliefs de Sombernon (25 km), à l'ouest sur le massif du Morvan, Saulieu (20 km) et au sud sur le Pays d'Arnay (25 km).
Butte témoin et phare pour la navigation aérienne, l'édifice est visible de très loin et marque ainsi la butte et le paysage des environs, il sert à l'orientation visuelle des avions et des montgolfières.